# La Roche-de-Rame
La Roche-de-Rame é uma comuna francesa na região administrativa da Provença-Alpes-Costa Azul, no departamento de Altos-Alpes. Estende-se por uma área de 40,53 km². Em 2010 a comuna tinha 840 habitantes (densidade: 20,7 hab./km²).